# 피아노 협주곡 27번 (모차르트)
피아노 협주곡 27번 내림나장조(K. 595)는 볼프강 아마데우스 모차르트가 작곡한 피아노 협주곡 중 가장 마지막 곡이다.
모차르트의 피아노 협주곡 27번의 원고에는 1791년 1월 5일이라고 쓰여있다. 그래서 앨랜 타이슨(Alan Tyson)은 27번이 작곡된 시간은 1787년 12월과 1789년 2월일 것이라고 말했으나 사이먼 키피(Simon Keefe)는 1788년에 작곡되었다고 주장했고 볼프강 렘(Wolfgang Rehm)은 1790년 후반과 1791년 사이에 작곡되었을 것이라고 주장했다. 이러한 논쟁은 계속되고 있다.
27번은 1791년 3월 4일에 초연되었을 것이라고 가정했고 만약 이 주장이 사실로 판명이 나면 모차르트는 27번의 연주가 대중들 앞에서의 마지막 연주였을 것이라고 추정된다. 왜냐하면 그는 그해 9월부터 앓기 시작해 12월 5일에 숨을 거두었기 때문이다. 다른 가설로는 1791년 1월에 모차르트의 제자였던 바바라 플로이어(Barbara Ployer)가 연주했을 것 이라는게 있다.
27번의 곡 구성은 다음과 같이 되어있다.
- 제1악장 알레그로 (Allegro)
- 제2악장 라르게토 (Larghetto)
- 제3악장 알레그로 (Allegro)

27번은 플루트, 2개의 오보에, 2개의 바순, 2개의 호른, 피아노 1대와 현악기들로 구성되어 모차르트의 후기 피아노 협주곡으로는 다소 빈약한 구성방식을 띠고 있다.